# II bitwa o Siping
II bitwa o Siping – bitwa stoczona o kontrolę nad miastem Siping w prowincji Jilin, pomiędzy rządową Armią Narodowo-Rewolucyjną (ANR) a komunistyczną Chińską Armią Ludowo-Wyzwoleńczą w trakcie chińskiej wojny domowej.

## Tło polityczne
Pozycja KMT w Mandżurii była w początku 1946 r. bardzo słaba. Sowieci stale wpuszczali tam siły KPCh, jednocześnie utrudniając przybywanie tam sił rządowych. Powstały więc słabe garnizony republikańskie łatwe do zdobycia przez komunistów. Przykładowo gen. Liu Haidong, dowódca 107 Dywizji, przywiózł ze sobą ledwie setkę ludzi po wejściu do miasta 8 stycznia 1946 r. Burmistrzowie i gubernatorzy prowincji obawiali się opuścić centra miast, bojąc się schwytania przez operujących na ich zapleczu komunistach. Jako, że KMT miał olbrzymie trudności w takich warunkach na sprawowanie władzy sięgnięto nie widząc innej możliwości po różne tajne organizację, zwykle mafijne i byłych policjantów i żandarmów Mandżukuo. Wywołało to niezadowolenie lokalnej ludności.

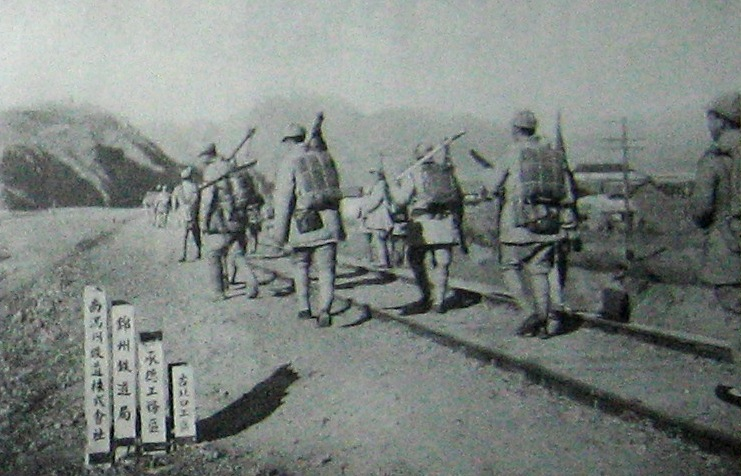
Żołnierze komunistyczni w marszu do Mandżurii (1945). Związek Sowiecki uzbroił ChAL-W, zmieniając ją z armii przypominającej bandytów w potężną siłę bojową

13 stycznia ogłoszono zawieszenie broni w całych Chinach. Mimo to KPCh nie przerwało wrogich działań i stosując metody terroru umacniało swoje władanie mandżurskim interiorem. Praktycznie w momencie zawieszenia broni komuniści chińscy zamordowali inżyniera Zhanga Xingu i jego 6 członków zespołu. Wkrótce komunistyczna 8 Armia Marszowa Lin Biao rozpoczęła ofensywę przeciwko siłom republiki. 25 stycznia do uderzenie ruszyły brygady nr. 10 i 24 dowodzone przez Lu Zhengcao, kierując się na miejscowości wokół Sipingu: Lishu, Changtu i Gongzhuling. Próba kontruderzenia nacjonalistów  zakończyła się fiaskiem, a ich siły zostały wciągnięte w pułapkę. Szybko, w ręce komunistów wpadło wiele prędko umocnionych miejscowości w prowincji Jilin, takich jak Maolin, Baokang i Shuangshan. Komunistom nie udał się jedynie atak na węzeł kolejowy w Yingkou, dowodzący obrońcami generał Du Yuming meldował, że w akcji brał udział sowiecki pociąg pancerny a wśród zabitych był Rosjanin. Wojska KMT tak łatwo poddały wiele punktów, gdyż były złożone z członków tajnych stowarzyszeń takich jak Związek Starszego Brata (Lao Er Ge),Presji Dziesięciu Smoków (Yajiu Long), czy Związku Siedmiu Gwiazd (Qi Xing Zhi).

## Ofensywa komunistyczna
Kolejną ofensywę komunistyczną w Mandżurii nakazał sam Mao Zedong, kierując się głównie powodzeniem jakie przyszło w styczniu i lutym. Słabe rekrutowane spośród wątpliwych ludzi formacje ANR wydawały się łatwym celem dla uzbrojonej z japońskich magazynów 8 Armii Marszowej Lin Biao. Początek operacji zaczął się 15 marca a w ręce czerwonych wpadło lotnisko położone na zachodnim brzegu Sipingu – jedyny środek komunikacji oblężonych ze światem zewnętrznym.
Następnego dnia komuniści zamknęli pierścień okrążenia, a szturm generalny rozpoczęli 17 marca o godz. 4:00. Po dziesięciu godzinach rozbito siły KMT. Do niewoli dostał się dowódca garnizonu Liu Haidong i jego dwaj zastępcy Wang Dahua i Wang Yaodong. Obaj Wangowie nie byli zawodowymi oficerami, lecz niedawnymi przywódcami tajnych stowarzyszeń. W ręce zwycięzców wpadło 69 karabinów maszynowych, 2 tys. karabinów, 20 samochodów i około 300 koni kawaleryjskich. Świadczy to o słabości garnizonów rządowych. Komuniści swą ofensywę zsynchronizowali z wycofywaniem się Armii Sowieckiej, pragnąc szybko przejąć opuszczone miasta i linię kolejowe. Nie wzięli jednak pod uwagę faktu, że opuszczone przez Sowietów linię kolejowe staną się dostępne dla dywizji Czang Kaj-szeka stacjonujących za Wielkim Murem. Tymczasem emerytowany generał Claire Lee Chennault zajął się reorganizację skromnego (130 maszyn ) lotnictwa transportowego KMT.

## Bitwa o Siping

### Wkroczenie sił ANR
Do Mandżurii zaczęły w tym momencie wkraczać elitarne jednostki ANR. Były to Nowa 1 Armia i Nowa 6 Armia. Siły te były nazywane najlepszą pod niebem armią. Stały one na poziomie niespotykanym w warunkach chińskich, a Chińczycy widząc ich przemarsz myśleli, że to obcokrajowcy. Ich zalążkiem były szkolone przez Niemców 80 i 88 dywizja. Potem w trakcie II wojny światowej siły te zostały przezbrojone i wyposażone przez amerykanów na ich wzór, by potem walczyć z Japończykami w Birmie. Operując na Chińsko-Birmańsko-Indyjskim teatrze działań zabiły więcej wrogów, niż komuniści podczas całej wojny. Były to jedyne siły z prawdziwego zdarzenia w armii Republiki. Całością operacji dowodził głównodowodzący ANR w Mandżurii gen. Du Yuming. 1 Armią dowodził z kolej gen. Sun Liren. Obaj byli uznawani przez generalicję amerykańską, za jednych ze zdolniejszych w ANR. Oprócz tego działała także elitarna 71 Armia ANR. Ich przeciwnikiem były siły 8 Armii Marszowej dowodzonej przez Lin Biao.
Już 21 marca nacjonaliści zdobyli Liaoyang. Wobec impetu ANR Mao Zedong rozkazał Lin Biao za wszelką cenę obronić Siping. Był to bowiem ważny węzeł kolejowy na południe od Changchunu. Komuniści liczyli, że zatrzymają tu wojska KMT i zdołają je zniszczyć. Zhou Enlai oświadczył, że odbicie Sipingu przez wojska rządowe zagrozi pozycji wszystkich sił Chińskiej Armii Czerwonej w Mandżurii.

### Walka o miasto
Atakujący miasto Sun Liren planował przeprowadzić klasyczną operację suzhan sujue – szybko stoczoną i szybko zdecydowaną. Oceniwszy sytuacją (shi), wybrał stosowny moment (ji).
Jego podwładni byli zadowoleni ze stoczenia bitwy której dotychczas unikali przeciwnicy. Zderzenie obu armii poprzedziła kanonada artyleryjska, jakiej  jeszcze nie było w wojnie domowej, która zniszczyła sporą część Sipingu. Następnie Lin Biao uciekł się do sprawdzonej taktyki. Komuniści rozpoczęli zmasowane uderzenia fal ludzkich. Tylaliery atakowały pozycję nacjonalistów, jedna po drugiej. Najpierw ruszała pierwsza fala, potem druga, trzecia czwarta i piąta. Komuniści starali się zasypać przeciwnika ciałami własnych żołnierzy. Zachód poznał tego typu styl walki podczas wojny koreańskiej. Zastosowanie takiej taktyki zwykle wystarczało by zmusić do odwrotu post warlordowskie prowincjonalne siły KMT, jednak tym razem trafili na przeciwnika innego rodzaju. Lokalne oddziały bowiem często na sam widok fali opuszczały pozycję. Teraz komunistów zaskoczono, żołnierze Sun Lirena pozwalali komunistom podejść blisko, a następnie otwierali skoncentrowany ogień w szeregi atakujących.
Mimo to czerwoni szli dalej na przód, potykając się o ciała poległych do momentu gdy wszyscy zginęli wskutek ostrzału ANR. Żołnierze 71 Armii wymieniali przegrzane lufy karabinów maszynowych. Mimo to komuniści byli w stanie ponawiać natarcia przez kilka dni z rzędu. Mao Zedong był głuchy na sugestie podwładnych i kazał Lin Biao trwać na swoich pozycjach, mimo iż jego położenie było coraz cięższe. We czołowych atakach komuniści tracili setki a następnie tysiące żołnierzy. Partia zdecydowała się zmobilizować więc kilkadziesiąt tysięcy robotników fabrycznych z Changchunu, których przywieziono kolejami na miejsce bitwy. Komuniści rzucili do ataków nie tylko robotników ale także innych do tych czas niewalczących: działaczy politycznych, lokalnych towarzyszy z KPCh, a nawet studentów uczelni wyższych. Według członka KPCh była to masakra a więcej niż 5 tys., nie kombatantów zginęło lub odniosło rany.

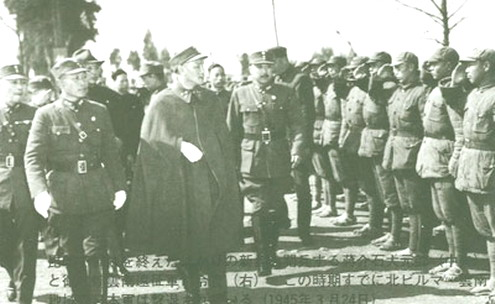
Czang Kaj-szek dokonuje inspekcji żołnierzy ANR. Dobre umundurowanie żołnierzy świadczy o tym, że mogli należeć do najlepszej pod niebem armii

W momencie gdy nacjonaliści wykrwawiali komunistów w Sipingu, główne siły ANR odebrały komunistom Tieling oraz Fushun. Posuwanie się armii rządowej utrudniał głównie topniejący śnieg, spowalniający pojazdy. W międzyczasie ZSRR ewakuował Changun pozwalając komunistom zająć go i przekazał KPCh Qihar i Harbin. Działania nacjonalistów nadal trwały. 3 maja ich armię zdobyły Benxi. Odwrót komunistów stawał się paniczną ucieczką. Do 18 maja prawie połowa żołnierzy Lina (40 tyś) była martwa. Lin Biao zdawał sobie sprawo z tragicznego położenia jego armii wokół Sipingu. Oczywiście Mao Zedong nie chciał słyszeć o odwrocie. Nocą 18 maja Lin Biao zignorował rozkazy Mao i wycofał resztki swojej armii z Sipingu. Do niewoli ANR dostał się jego szef sztabu. Lin uratował resztę sił komunistów przed unicestwieniem.

## Następstwa
Zdobycie jednego z największych miast Mandżurii, było wielkim sukcesem ANR. Bitwa była bez wątpienia jedną z najlepiej stoczonych w całej historii tej formacji. Odbyła się ona na warunkach Sun Lirena. Nacjonaliści nie szturmowali miasta, lecz pozwolili by siły komunistyczne wykrwawiły się, co finalnie doprowadziło do ich wycofania się. Nacjonaliści kontynuowali dalej ofensywę, błyskawicznie zajmując kolejne terytoria. Armia Sun Lirena posuwała się z prędkością 30 mil dziennie. Nacjonaliści zdobyli potem Changchun i Shenyang. Znajdowali się już 30 kilometrów od Harbinu, gdy doszła do nich wiadomość o rozpoczętym 6 czerwca zwieszeniu broni.
Bitwa o Siping została wygrana przez nacjonalistów, ponieważ ich elitarne jednostki górowały nad siłami komunistycznymi. Lin Biao stwierdził potem, że do walki z ANR potrzeba pięciokrotnej lub sześciokrotnej przewagi.